# Hey Ya!
"Hey Ya!" là một bài hát của nhóm nhạc người Mỹ OutKast nằm trong album phòng thu thứ năm của họ, Speakerboxxx/The Love Below (2003). Nó được phát hành vào ngày 9 tháng 9 năm 2003 như là đĩa đơn đầu tiên trích từ album bởi LaFace Records và Arista Records. Bài hát được viết lời và sản xuất bởi thành viên André 3000, và xuất hiện trong album hát đơn của nam rapper The Love Below. Được lấy cảm hứng từ âm nhạc của những nghệ sĩ như Ramones, the Buzzcocks, the Hives và the Smiths, "Hey Ya!" là một bản soul và funk mang nội dung đề cập đến sự khó khăn trong việc níu giữ một mối quan hệ tình cảm của một người đàn ông. Ban đầu được viết lời từ năm 1999 và gần như sẽ xuất hiện trong album phòng thu thứ tư của OutKast Stankonia (2000) nhưng đã không thể thực hiện, bài hát đã trở nên phổ biến với đoạn "shake it like a Polaroid picture" và tập đoàn Polaroid Corporation đã sử dụng nó để quảng bá cho sản phẩm của họ.
Sau khi phát hành, "Hey Ya!" nhận được những phản ứng tích cực từ các nhà phê bình âm nhạc, trong đó họ đánh giá cao giai điệu bắt tai cũng như quá trình sản xuất nó. Ngoài ra, nó còn gặt hái nhiều giải thưởng và đề cử tại những lễ trao giải lớn, bao gồm chiến thắng tại giải Âm nhạc châu Âu của MTV năm 2004 cho Bài hát xuất sắc nhất và hai đề cử giải Grammy cho Thu âm của năm và Trình diễn Urban/Alternative xuất sắc nhất tại lễ trao giải thường niên lần thứ 46, và chiến thắng một giải sau. "Hey Ya!" cũng tiếp nhận những thành công vượt trội về mặt thương mại, đứng đầu các bảng xếp hạng ở Úc, Canada, Na Uy và Thụy Điển, và lọt vào top 10 ở hầu hết những quốc gia nó xuất hiện, bao gồm vươn đến top 5 ở những thị trường lớn như Áo, Đan Mạch, Ireland, Ý, New Zealand và Vương quốc Anh. Tại Hoa Kỳ, nó đạt vị trí số một trên bảng xếp hạng Billboard Hot 100 trong chín tuần liên tiếp, trở thành đĩa đơn quán quân thứ hai của OutKast tại đây.
Video ca nhạc cho "Hey Ya!" được đạo diễn bởi Bryan Barber, trong đó André 3000 hóa thân thành những thành viên trong ban nhạc và trình diễn trong một sân khấu được lấy cảm hứng từ màn trình diễn huyền thoại của The Beatles trên The Ed Sullivan Show năm 1964. Nó đã nhận được đề cử giải Grammy cho Video ca nhạc hình thái ngắn xuất sắc nhất tại lễ trao giải thường niên lần thứ 46 cũng như năm đề cử tại giải Video âm nhạc của MTV năm 2004 ở hạng mục Video của năm, Video Hip-Hop xuất sắc nhất, Kĩ xảo xuất sắc nhất, Chỉ đạo nghệ thuật xuất sắc nhất và Đạo diễn xuất sắc nhất, và chiến thắng bốn giải đầu. Để quảng bá bài hát, nhóm đã trình diễn "Hey Ya!" trên nhiều chương trình truyền hình và lễ trao giải lớn, bao gồm CD:UK, Late Show with David Letterman, Saturday Night Live và Top of the Pops. Được ghi nhận là bài hát trứ danh trong sự nghiệp của OutKast, nó đã được hát lại và sử dụng làm nhạc mẫu bởi nhiều nghệ sĩ, như Panic At The Disco, Miley Cyrus, Rita Ora và Walk off the Earth.

## Danh sách bài hát
Đĩa CD #1 tại châu Âu
1. "Hey Ya!" (radio chỉnh sửa) – 4:09
2. "Ghetto Musick" (radio chỉnh sửa) – 3:56

Đĩa CD #2 tại châu Âu
1. "Hey Ya!" (radio chỉnh sửa) – 4:09
2. "Good Day, Good Sir" – 1:24

Đĩa CD tại Anh quốc
1. "Hey Ya!" (radio chỉnh sửa) – 4:09
2. "Ghetto Musick" (radio chỉnh sửa) – 3:56
3. "My Favourite Things" – 5:12
4. "Hey Ya!" (video ca nhạc) – 5:05

## Xếp hạng
| Bảng xếp hạng (2003-04)                  | Vị trí cao nhất |
| ---------------------------------------- | --------------- |
| Úc (ARIA)                                | 1               |
| Áo (Ö3 Austria Top 40)                   | 4               |
| Bỉ (Ultratop 50 Flanders)                | 18              |
| Bỉ (Ultratop 50 Wallonia)                | 10              |
| Brazil (ABPD)                            | 1               |
| Canada (Canadian Singles Chart)          | 1               |
| Đan Mạch (Tracklisten)                   | 2               |
| Châu Âu (European Hot 100 Singles)       | 2               |
| Phần Lan (Suomen virallinen lista)       | 10              |
| Pháp (SNEP)                              | 7               |
| Đức (Official German Charts)             | 6               |
| Hungary (Dance Top 40)                   | 5               |
| Ireland (IRMA)                           | 2               |
| Ý (FIMI)                                 | 3               |
| Hà Lan (Dutch Top 40)                    | 22              |
| Hà Lan (Single Top 100)                  | 15              |
| New Zealand (Recorded Music NZ)          | 2               |
| Na Uy (VG-lista)                         | 1               |
| Thụy Điển (Sverigetopplistan)            | 1               |
| Thụy Sĩ (Schweizer Hitparade)            | 9               |
| Anh Quốc (OCC)                           | 3               |
| Anh Quốc R&B (OCC)                       | 1               |
| Hoa Kỳ Billboard Hot 100                 | 1               |
| Hoa Kỳ Adult Pop Airplay (Billboard)     | 13              |
| Hoa Kỳ Alternative Songs (Billboard)     | 16              |
| Hoa Kỳ Hot R&B/Hip-Hop Songs (Billboard) | 9               |
| Hoa Kỳ Pop Airplay (Billboard)           | 1               |
| Hoa Kỳ Rhythmic (Billboard)              | 1               |

| Bảng xếp hạng (2003)                 | Vị trí |
| ------------------------------------ | ------ |
| Australia (ARIA)                     | 61     |
| Netherlands (Dutch Top 40)           | 201    |
| Sweden (Sverigetopplistan)           | 9      |
| UK Singles (Official Charts Company) | 68     |
| Bảng xếp hạng (2004)                 | Vị trí |
| Australia (ARIA)                     | 15     |
| Australia Urban (ARIA)               | 5      |
| Austria (Ö3 Austria Top 75)          | 16     |
| Belgium (Ultratop 40 Wallonia)       | 35     |
| Denmark (Tracklisten)                | 34     |
| Europe (European Hot 100 Singles)    | 7      |
| France (SNEP)                        | 42     |
| Germany (Official German Charts)     | 36     |
| Italy (FIMI)                         | 5      |
| Japan (Tokyo Hot 100)                | 73     |
| Netherlands (Dutch Top 40)           | 98     |
| Netherlands (Single Top 100)         | 84     |
| New Zealand (Recorded Music NZ)      | 47     |
| Sweden (Sverigetopplistan)           | 33     |
| Switzerland (Schweizer Hitparade)    | 31     |
| UK Singles (Official Charts Company) | 25     |
| US Billboard Hot 100                 | 8      |
| US Hot R&B/Hip-Hop Songs (Billboard) | 49     |
| US Pop Songs (Billboard)             | 7      |
| US Rhythmic (Billboard)              | 17     |

| Bảng xếp hạng (2000-09)  | Vị trí |
| ------------------------ | ------ |
| Australia (ARIA)         | 74     |
| US Billboard Hot 100     | 20     |
| US Pop Songs (Billboard) | 34     |

| Bảng xếp hạng            | Vị trí |
| ------------------------ | ------ |
| US Billboard Hot 100     | 145    |
| US Pop Songs (Billboard) | 60     |

## Chứng nhận
| Quốc gia | Chứng nhận  | Số đơn vị/doanh số chứng nhận |
| --- | ----------- | ----------------------------- |
| Úc (ARIA) | 2× Bạch kim | 140.000^                      |
| Canada (Music Canada) | Vàng        | 5.000^                        |
| Đan Mạch (IFPI Đan Mạch) Streaming | Vàng        | 9.000.000^                    |
| Ý (FIMI) | Bạch kim    | 50.000*                       |
| New Zealand (RMNZ) | Vàng        | 5.000*                        |
| Na Uy (IFPI) | Bạch kim    | 10.000*                       |
| Thụy Điển (GLF) | Bạch kim    | 20.000^                       |
| Anh Quốc (BPI) | Bạch kim    | 600.000‡                      |
| Hoa Kỳ (RIAA) | Bạch kim    | 1.000.000^                    |
| * Chứng nhận dựa theo doanh số tiêu thụ. ^ Chứng nhận dựa theo doanh số nhập hàng. ‡ Chứng nhận dựa theo doanh số tiêu thụ và phát trực tuyến. |             |                               |